# Euporus kuntzeni
Euporus kuntzeni là một loài bọ cánh cứng trong họ Cerambycidae.